# The Versatile Burl Ives!
The Versatile Burl Ives! – album studyjny Burla Ivesa z 1961 roku. Na płycie znalazł się przebój „A Little Bitty Tear”. Album dotarł do pozycji 35. amerykańskiego zestawienia „Billboard” 200.
Piosenki z gatunku pop, country, oraz folk, które pojawiły się na albumie zostały specjalnie wyselekcjonowane, by podkreślić wszechstronność piosenkarza w muzyce folkowej. Część z jego dokonań na publikacji, takich jak cover Johnnyego Casha „I Walk the Line”, pokazuje jak muzyk wyraźnie odszedł od poprzedniego repertuaru. W nagraniu płyty Ivesa wspomagał zespół Anita Kerr Singers oraz orkiestra Owena Bradleya.

## Lista utworów
W nawiasach podane są nazwiska kompozytorów
| 1.  | „Mockin’ Bird Hill” (Vaughn Horton)                                               | 2:34  |
|     |                                                                                   |       |
| 2.  | „The Long Black Veil” (Danny Dill/Marijohn Wilkin)                                | 3:02  |
|     |                                                                                   |       |
| 3.  | „Delia” (tradycyjny/aranż. Ken McGehen)                                           | 2:57  |
|     |                                                                                   |       |
| 4.  | „Forty Hour Week” (Carl Adams/Tommy Blake)                                        | 2:30  |
|     |                                                                                   |       |
| 5.  | „I Walk the Line” (Johnny Cash)                                                   | 2:40  |
|     |                                                                                   |       |
| 6.  | „Royal Telephone” (tradycyjny)                                                    | 3:31  |
|     |                                                                                   |       |
| 7.  | „Shanghied” (Mel Tillis/Marijohn Wilkin)                                          | 2:06  |
|     |                                                                                   |       |
| 8.  | „Lenora, Let Your Hair Hang Down” (Paul Clayton)                                  | 3:00  |
|     |                                                                                   |       |
| 9.  | „A Little Bitty Tear” (Hank Cochran)                                              | 2:02  |
|     |                                                                                   |       |
| 10. | „Oh, My Side” (Ken McGehen/Snow Smith)                                            | 3:08  |
|     |                                                                                   |       |
| 11. | „Mama Don't Want No Peas an’ Rice an’ Cocoanut Oil” (L. Charles/L. Wolfe Gilbert) | 3:15  |
|     |                                                                                   |       |
| 12. | „The Almighty Dollar Bill” (Wayne Walker)                                         | 3:28  |
|     |                                                                                   |       |
|     |                                                                                   | 34:13 |
|     |                                                                                   |       |